# رومونگه
رومونگه (به سواحیلی: Rumonge) شهری در استان رومونگه واقع در کشور بوروندی است که در سال ۱۹۹۰ میلادی k.A. نفر جمعیت داشته و جمعیت آن در سال ۲۰۰۵ میلادی به ۶٫۰۷۴ نفر رسیده‌است.